# Lukas-Passion (J.S. Bach)
De Lukas-Passion (BWV 246) is een compositie toegeschreven aan Johann Sebastian Bach.
De componist van de Lukas-Passion is tot op de dag van vandaag onbekend. De partituur is geschreven door Johann Sebastian Bach en zijn zoon Carl Philipp Emanuel Bach. Maar toen Mendelssohn (die het werk van Bach weer onder de aandacht bracht) de partituur zag, kwam hij tot de conclusie dat de Lukas-Passion niet door Bach geschreven zou zijn. Deze conclusie werd later bevestigd door Brahms. Volgens Mendelssohn heeft Bach de compositie overgeschreven (in Bachs tijd was het overigens normaal om composities over te nemen als eerbetoon aan de oorspronkelijke componist - auteursrechten bestonden nog niet) en waarschijnlijk meerdere malen uitgevoerd. 
De Bachkenner Philipp Spitta daarentegen vond dat de Lukas-Passion een compositie van Johann Sebastian Bach moest zijn en hoewel latere Bachkenners deze conclusie weer betwijfelden, kreeg de Lukas-Passion een BWV-nummer (246). 
Wie de componist is, is tot op de dag van vandaag een mysterie. Een enkele maal is wel de naam van Johann Melchior Molter genoemd, maar ook dit is onzeker.